# Eggesin
Eggesin település Németországban, Mecklenburg-Elő-Pomeránia tartományban. Lakosainak száma 4785 fő (2023. december 31.). Eggesin Ueckermünde, Vogelsang-Warsin, Luckow, Ahlbeck, Hintersee, Viereck, Torgelow és Liepgarten községekkel határos.

## Városrészek
- Eggesin
- Hoppenwalde (1992 óta)
- Eggesiner Teerofen
- Gumnitz (Gumnitz Holl és Klein Gumnitz, 1993 óta)
- Karpin

## Története
Írott forrásban elsőként 1216-ban tűnik fel  mint Gizin vagy Gizyn.
1966-ban városi jogot kapott.

## Népesség
A település népességének változása:
| Lakosok száma | 4942 | 4813 | 4745 | 4695 | 4700 | 4748 | 4785 |
|               | 2012 | 2014 | 2017 | 2019 | 2021 | 2022 | 2023 |

## Galléira

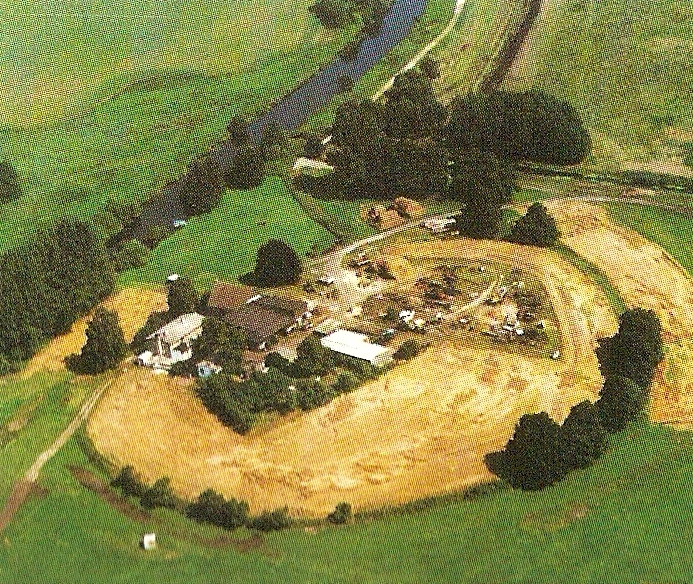
A kastélyhegy az Uecker mellett
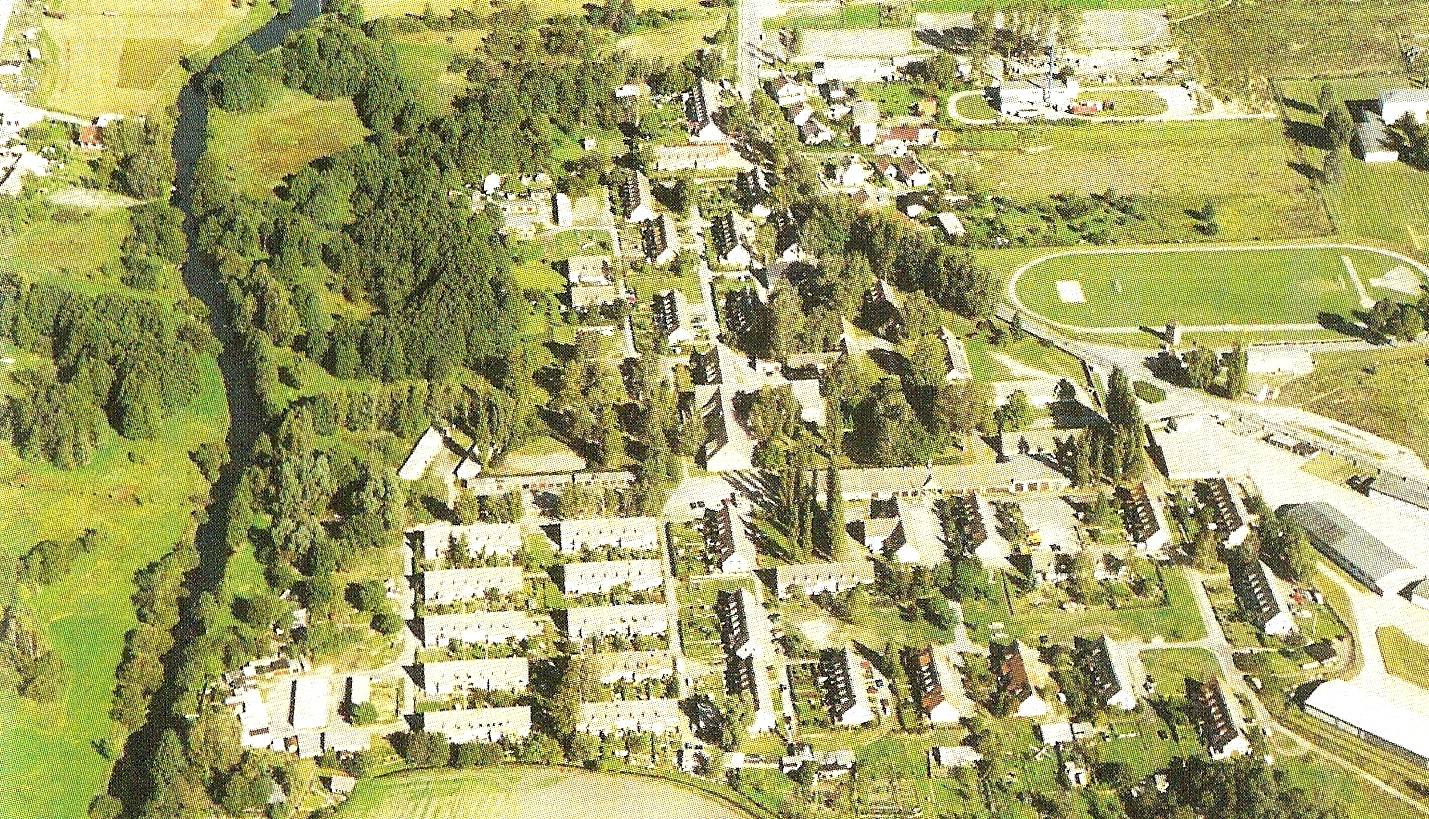
A lakótelep Karl-Marx-Straße 1936-ből
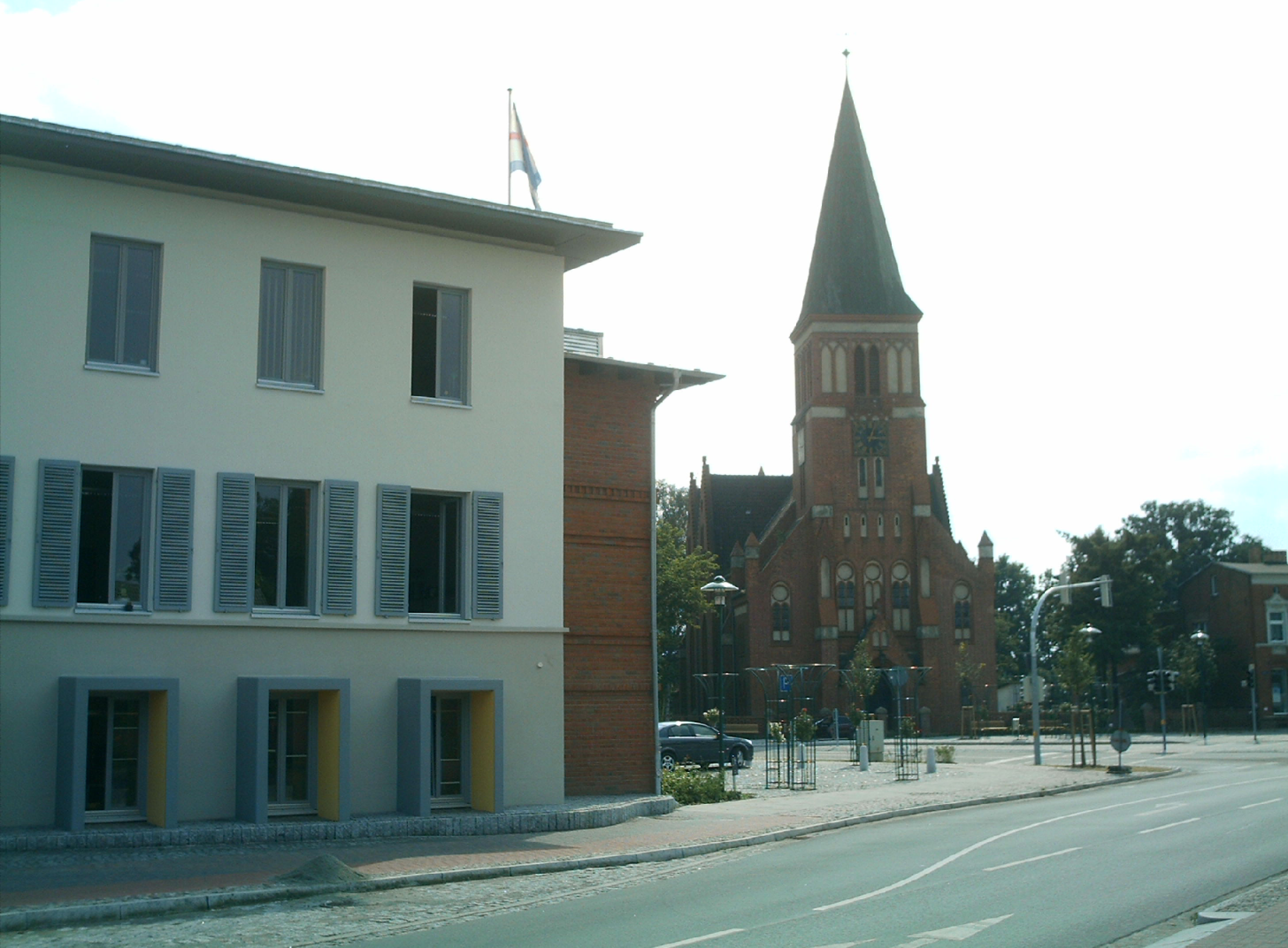
A tanácsház, a rózsakert és a templom
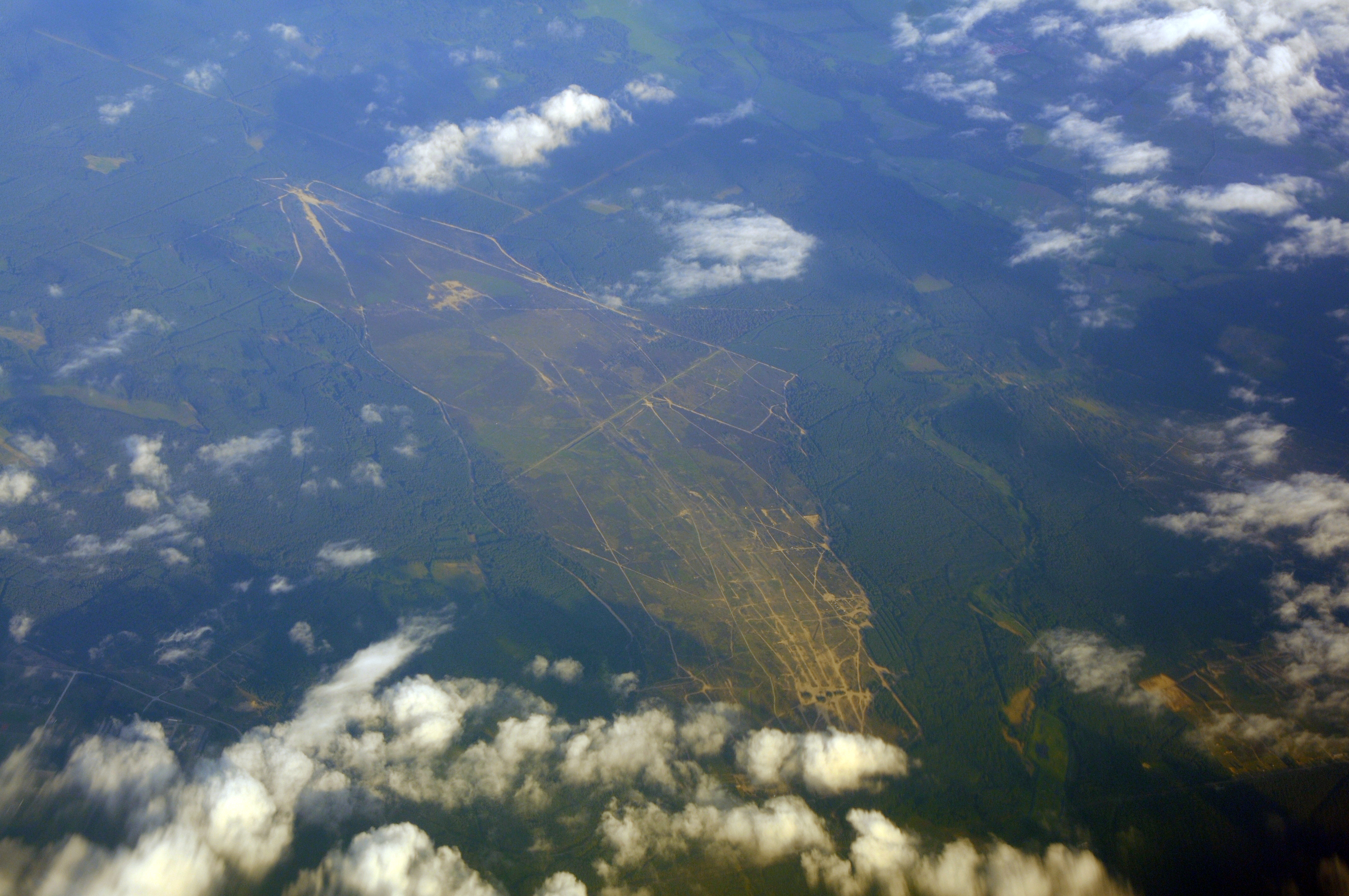
A katonai terület Eggesin – Torgelow
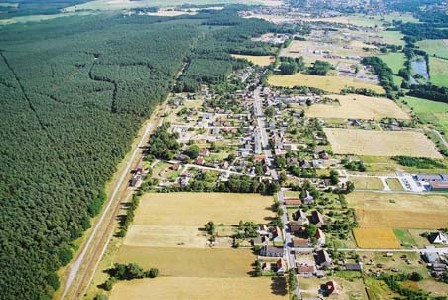
Hoppenwalde
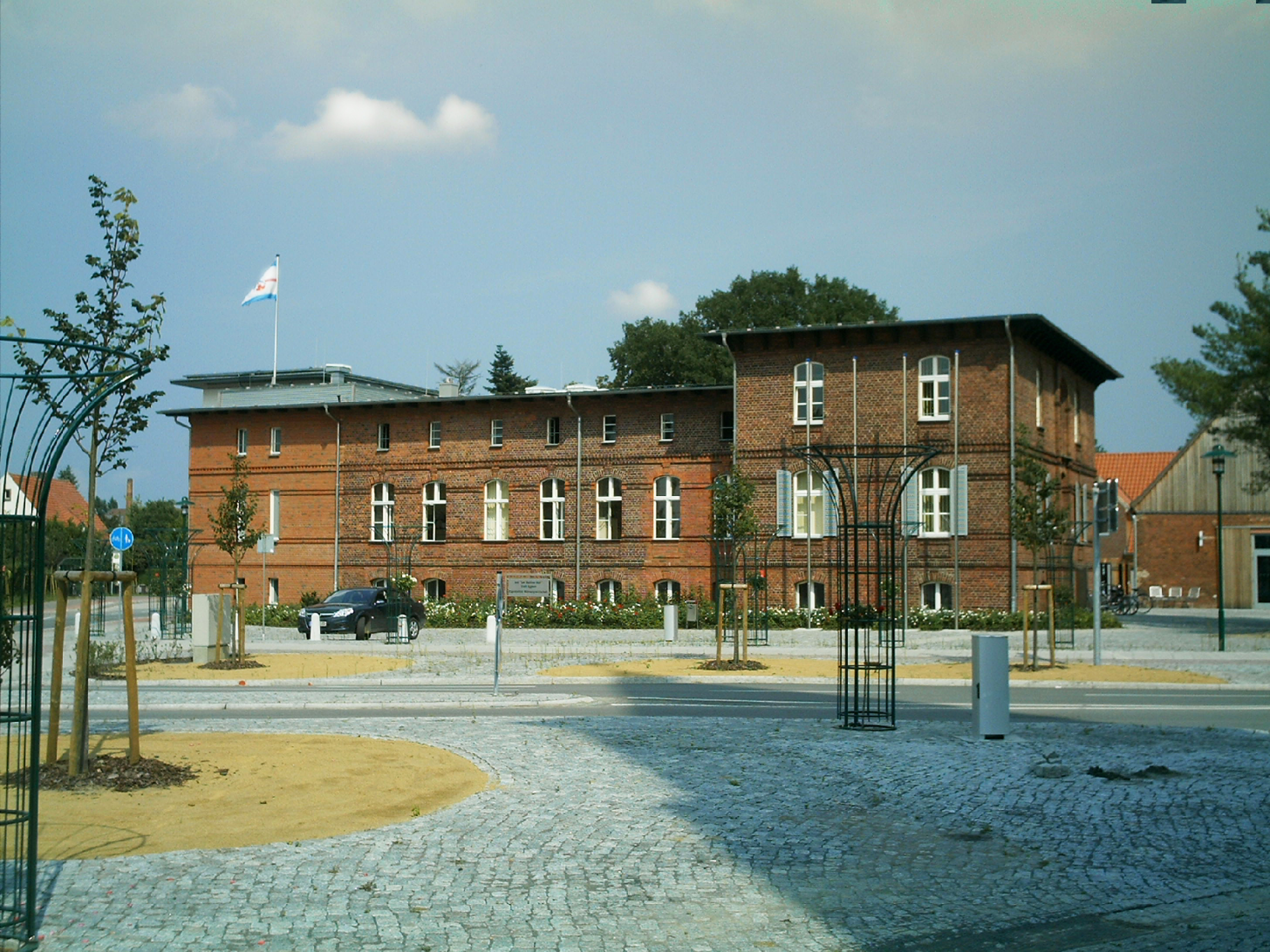
A tanácsház és rózsakert
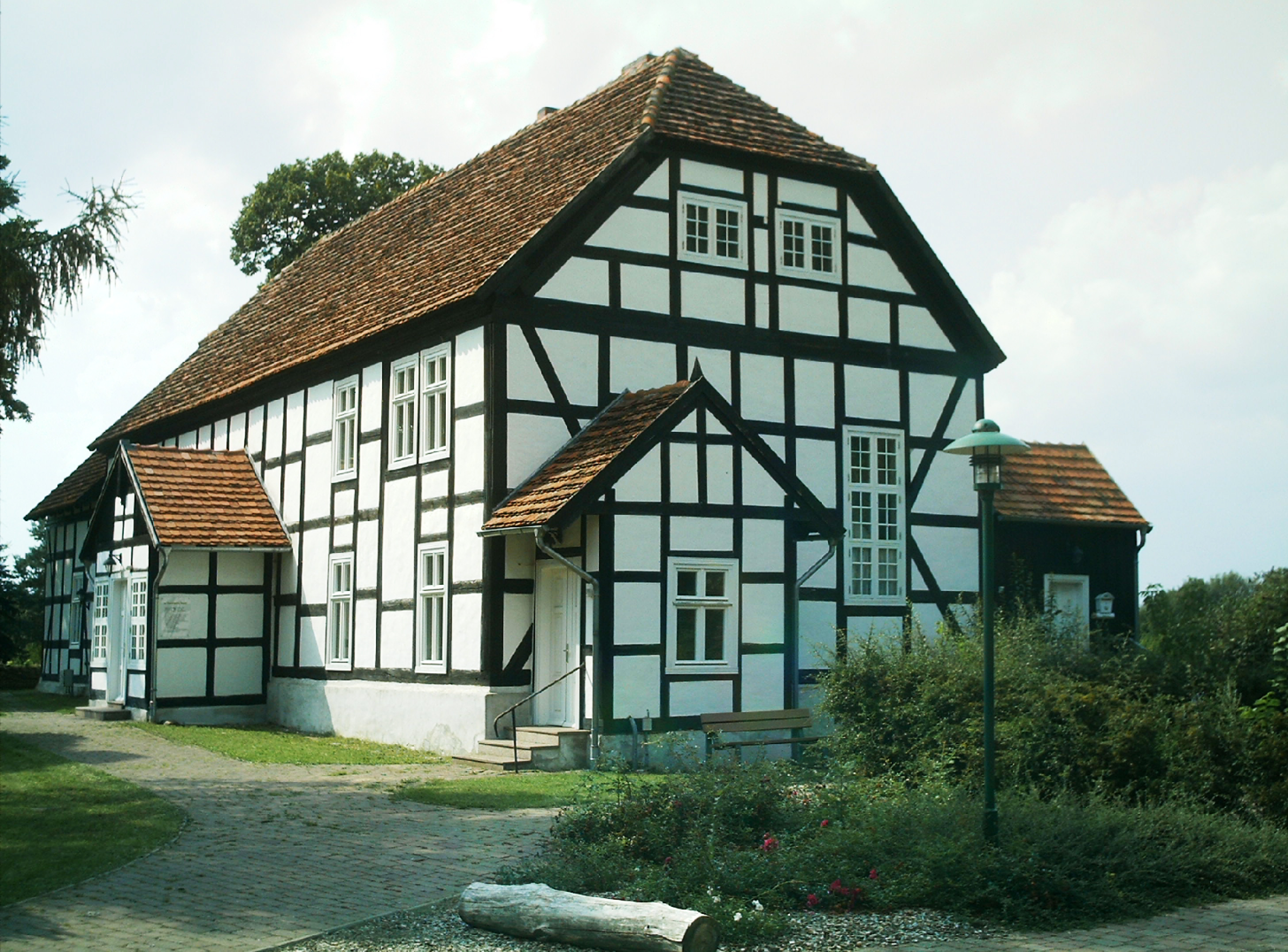
A templom 1731-ből